# Assembleia Provincial (Moçambique)
As Assembleias Provinciais são órgãos de soberania em Moçambique, consagradas na constituição de 2004. As primeiras eleições para estas assembleias foram realizadas em 28 de Outubro de 2009.

Existem dez assembleias provinciais em Moçambique, uma por província excepto na cidade de Maputo.
As funções das assembleias provinciais são a fiscalização, controle e monitorização do governo provincial, para além da aprovação do seu programa.
As assembleias têm um mandato de cinco anos e são eleitas por sufrágio universal dos eleitores da respectiva província, e os seus membros eleitos pelo método proporcional com base em círculos eleitorais distritais.